# Klara, Karlstad
Klara är en stadsdel i Karlstad, som ramas in av Klarälven i söder och öster, järnvägen i väster och norrut av E18, men sträcker sig bara förbi Tingvalla IP. I Klara ligger Karlstads teater, Karolinen och NWTs tryckeri.
Mellan teatern och Klarälven ligger teaterparken, som anlades samtidigt som teatern, på 1890-talet. På sommaren är den en populär badplats. 
Poeten Nils Ferlin, som förknippas med Klarakvarteren i Stockholm, föddes i Klara i Karlstad.